# ستيوارت أندرسون (لاعب بولينغ)
ستيوارت أندرسون (بالإنجليزية: Stewart Anderson)‏ هو لاعب بولينغ بريطاني، ولد في 23 يوليو 1985.